# Ottavio Alessi
Pour les articles homonymes, voir Alessi (homonymie).
Ottavio Alessi, né à Cammarata le 1er janvier 1919 et mort le 26 avril 1978, est un scénariste, acteur et réalisateur italien.

## Biographie
Né à Cammarata, dans la province d'Agrigente, Ottavio Alessi entre dans l'industrie du cinéma en 1940 en tant que directeur adjoint. En 1945, il  commence une carrière en tant que scénariste, alternant entre les films de genre et les films d'art, collaborant avec Pietro Germi, Franco Rossi, Folco Quilici et Luciano Salce, entre autres. Il a également réalisé deux films dans les années 1960.

## Filmographie

### Acteur

#### Cinéma
- 1956 : Femmes seules (Donne sole) de Vittorio Sala
- 1957 : Ces sacrés étudiants (Noi siamo le colonne) de Luigi Filippo D'Amico : Ottavio
- 1971 : La Victime désignée (La vittima designata) de Maurizio Lucidi : Balsamo
- 1979 : Nella misura in cui (it) de Piero Vivarelli

### Réalisateur

#### Cinéma
- 1964 : Che fine ha fatto Totò baby?
- 1969 : Top Sensation

### Scénariste

#### Cinéma
- 1946 : Le témoin (Il Testimone) de Pietro Germi
- 1948 : L'isola di Montecristo (it) de Mario Sequi
- 1950 : Angelo tra la folla (it) de Leonardo De Mitri
- 1954 : Il seduttore
- 1955 : Amis pour la vie
- 1956 : Donne sole
- 1957 : Un ange est passé sur la ville
- 1959 : Le miroir aux alouettes
- 1959 : Pousse pas grand-père dans les orties
- 1961 : Les Mongols
- 1961 : L'Odyssée nue de Franco Rossi
- 1962 : Les Lanciers noirs
- 1962 : Ti-Koyo et son requin
- 1964 : Che fine ha fatto Totò baby?
- 1965 : La ragazzola
- 1966 : Adulterio all'italiana
- 1967 : Dick Smart 2.007
- 1967 : Le Journal intime d'une nonne
- 1969 : Top Sensation
- 1970 : Incontro d'amore a Bali
- 1970 : La Possédée du vice (Il dio serpente)
- 1972 : Le Décaméron noir
- 1975 : Fratello mare
- 1976 : La Possédée du vice (Emanuelle nera - Orient Reportage)
- 1977 : Emanuelle in America
- 1977 : The Rip-Off
- 1978 : Nero veneziano
- 1980 : Rag. Arturo De Fanti bancario: precario
- 1984 : Cendrillon 80 (Cenerentola '80) de Roberto Malenotti

#### Télévision

##### Séries télévisées
- 1966 : Avventure di mare e di costa
- 1975 : Jo Gaillard
- 1987 : Le gâchis
- 1989 : Guerra di spie